# Nikolai Semjonowitsch Klenowski
Nikolai Semjonowitsch Klenowski (russisch Николай Семёнович Кленовский, englisch Nikolai Semenovich Klenovsky; * 1857 in Odessa; † 1915) war ein russischer Komponist und Musikpädagoge.

## Leben
Klenowski studierte am Moskauer Konservatorium bei Pjotr Tschaikowski. Von 1883 bis 1893 war er Dirigent am Bolschoi-Theater in Moskau, danach leitete er bis 1902 das Konservatorium in Tbilisi. Von 1902 bis 1906 war er Musikdirektor der Kapelle der Staatlichen Akademie Sankt Petersburg. Er komponierte mehrere Ballette, Kantaten und sakrale Werke. Zu seinen Schülern zählten u. a.  Sergei Juferow, Sakaria Paliaschwili und Armen Tigranjan.

## Kompositionen
- Der Reiz des Haschisch, Ballett, 1885[3]
- Swetlana, Ballett, 1886[3]
- Salanga, Ballett, 1900[3]
- Masques, Schauspielmusik[3]
- Liturgie des heiligen Johannes Chrysostomos[1]